# Marianao
Marianao est l'une des quinze municipalités de la ville de La Havane à Cuba.

## Personnalités nées à Marianao
- Ñico López, figure de la révolution cubaine, né en 1932
- Luis Tiant, joueur de baseball, né en 1940
- Yasek Manzano Silva, compositeur et trompettiste, né en 1980
- Wilfredo Martínez, athlète, né en 1985
- Héctor Fuentes, athlète, né en 1988